# Afroiassus antenor
Afroiassus antenor är en insektsart som beskrevs av Rauno E. Linnavuori och Quartau 1975. Afroiassus antenor ingår i släktet Afroiassus och familjen dvärgstritar. Inga underarter finns listade i Catalogue of Life.